# Unaporanga
Unaporanga är ett släkte av skalbaggar. Unaporanga ingår i familjen långhorningar.
Kladogram enligt Catalogue of Life:
| Unaporanga | \| \| Unaporanga cincta \| \| \| \| \| \| Unaporanga lanceolata \| \| \| \| |
|            | \| \| Unaporanga cincta \| \| \| \| \| \| Unaporanga lanceolata \| \| \| \| |
|            | Unaporanga cincta                                                           |
|            |                                                                             |
|            | Unaporanga lanceolata                                                       |
|            |                                                                             |